# 리놀레인
리놀레인(영어: linolein) 또는 트라이리놀레인(영어: trilinolein)은 글리세롤이 리놀레산과 에스터화된 트라이글리세라이드이다. 리놀레인은 해바라기씨유와 다른 여러 가지 식물성 지방의 주요 성분이다. 리놀레인은 바이오디젤의 제조에 사용된다. 리놀레인은 또한 일부 화장품의 성분이다.

## 같이 보기
- 트라이미리스틴